# Sistema de maniobra orbital

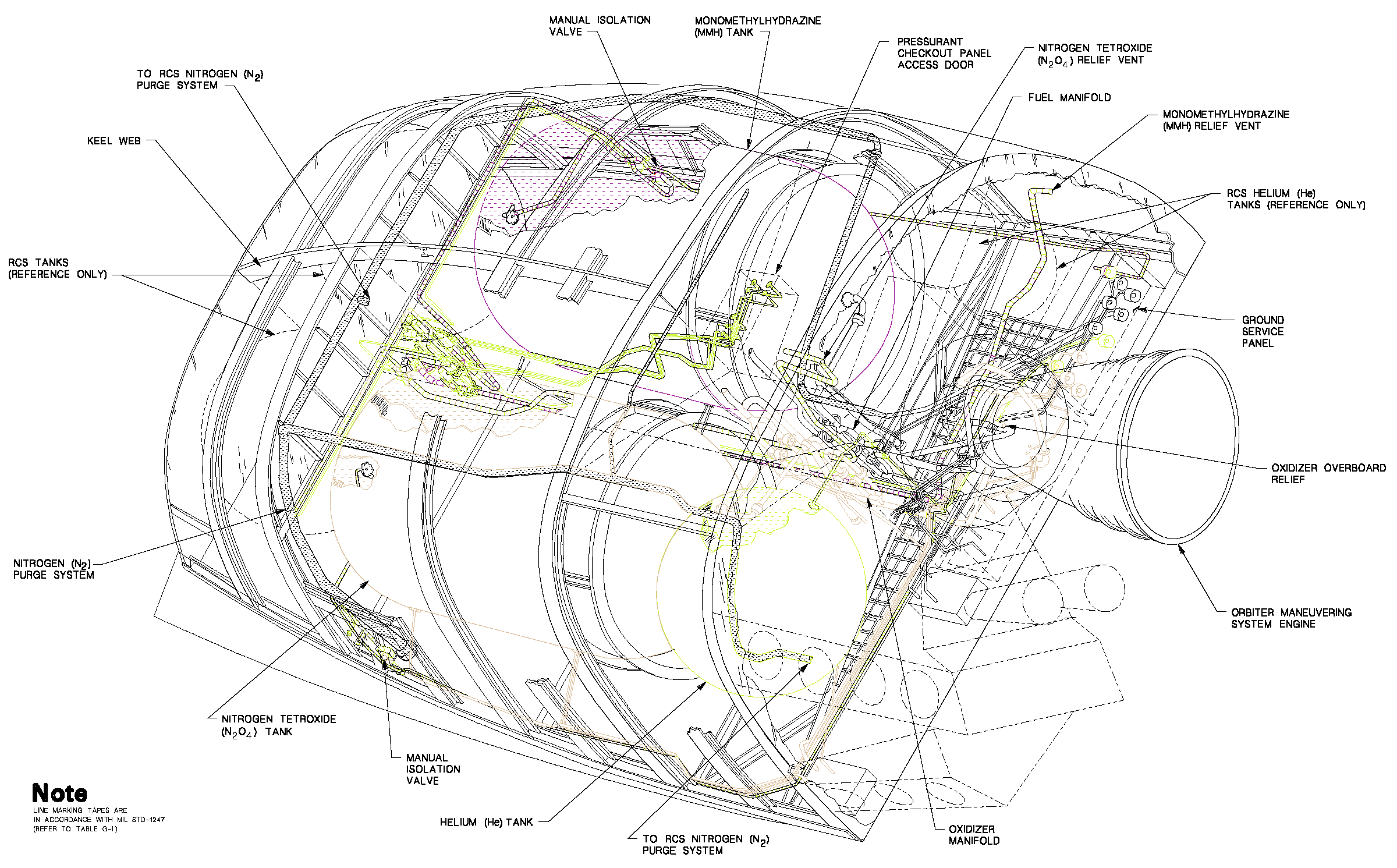
Esquema de la barquilla OMS.

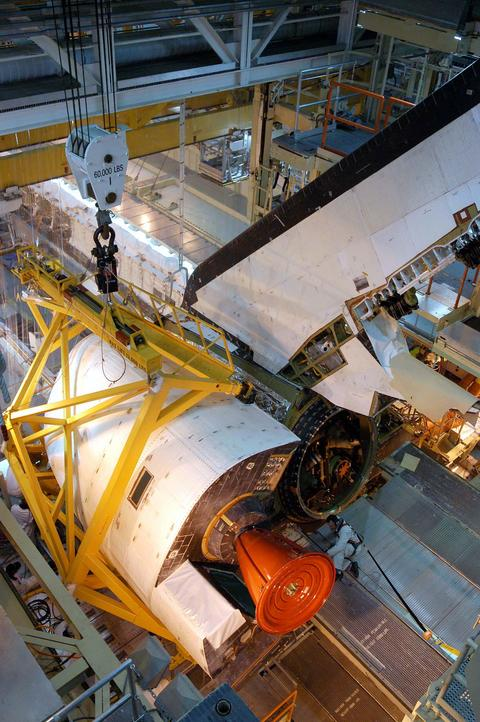
Una barquilla OMS extraída del transbordador por mantenimiento.

El sistema de maniobra orbital, o (OMS) Orbital Maneuvering System, (pronunciado /omz/), es un sistema de motores de cohetes usado en el orbitador del transbordador espacial para inserciones orbitales y modificaciones en su órbita. Consiste en dos "paquetes" en la parte trasera del transbordador, a ambos lados del gran estabilizador vertical. Cada paquete contiene un único motor hipergólico, basado en el sistema de servicio de propulsión en el módulo de servicio del Apolo, con un empuje de 6.000 lbf (27 kN) y un impulso específico de 313 segundos, que puede ser reutilizado durante 100 misiones y es capaz de 1000 encendidos y 15 horas de quemado. Las barquillas OMS además contienen el equipo trasero de los motores del sistema de control a reacción (RCS), que son denominados como el OMS/RCS. El combustible usado es monometilhidracina (MMH), la cual es oxidada con tetróxido de dinitrógeno (N2O4). El transbordador tiene el suficiente combustible para unos 1000 ft/s (aprox. 300 m/s) de delta-V usando el OMS.
Dependiendo del perfil de ascenso de la misión, los motores del OMS pueden ser usados para asistir a la aceleración para alcanzar la órbita.
El sistema de maniobra orbital puede ser usado para describir cualquier sistema para desplazarse en órbita. De la misma manera, el término puede aparecer en temas no relacionados con el transbordador espacial.